# Japanbekassine
Die Japanbekassine (Gallinago hardwickii) ist eine mittelgroße Art aus der Familie der Schnepfenvögel (Scolopacidae), deren Verbreitungsgebiet sich über den Norden Japans und umliegende Gebiete erstreckt. Die Überwinterungsgebiete liegen im östlichen Australien und auf Tasmanien. Von der IUCN wird sie als Least Concern (nicht gefährdet) eingestuft. John Edward Gray widmete den wissenschaftlichen Namen Charles Browne Hardwicke (1788–1880).

## Beschreibung
Die Japanbekassine ist eine große, kräftig gebaute Bekassine und mit 28–30 cm Körperlänge größer als eine Doppelschnepfe. Der Schnabel, der an der Basis grünlichbraun ist und zur Spitze hin schwärzlich wird, ist mit 66–77 mm recht lang. Im Vergleich zu ähnlichen Arten ist sie recht langflügelig und langschwänzig. Die Flügellänge liegt zwischen 157 und 168 mm, die Schwanzlänge zwischen 58 und 68 mm. Trotz der Länge des Flügels wird dieser beim sitzenden Vogel nahezu ganz von den Schirmfedern bedeckt, allenfalls die längste Handschwinge ragt etwas heraus. Der Schwanz hingegen ragt deutlich über den zusammengelegten Flügel hinaus. Die relativ langen Beine sind grünlich gefärbt. Die Iris ist dunkelbraun. Die Geschlechter unterscheiden sich kaum, das Männchen hat aber durchschnittlich längere äußere Steuerfedern und das Weibchen einen längeren Schnabel. Eine geografische Variation ist nicht bekannt.
Die Japanbekassine ist den beiden kleineren Arten Spießbekassine und Waldbekassine sehr ähnlich. Sie zeigt das gattungstypische Streifenmuster auf Kopf und Rücken. Das Kopfmuster wird gebildet aus beigem Scheitelstreif, dunkelbraunem Scheitel, beigem Überaugenstreif, dunklem Augenstreif und Zügel sowie einer dunklen Strichelung, die sich auf den sonst hellen Ohrdecken verdichtet. Die Kehle ist weißlich, Hals und Brust sind bräunlich gestrichelt, wobei die Strichelung zu den Brustseiten und Flanken in ein gröberes Muster aus gebänderten Federn übergeht. Die Bänderung setzt sich auf den Unterschwanzdecken fort. Hintere Brust und Unterbauch sind weiß. Das Schulter- und Rückengefieder ist in den Zentren schwärzlich braun mit rostbraunen Zeichnungen. Gelblich beige Säume bilden ein Streifenmuster auf der Oberseite. Die Flügeloberseite ist überwiegend dunkelbraun bis schwärzlich mit gelblich beige gesäumten und teils gebänderten Armdecken, einem schmalen, hellen Flügelband, das von den Spitzensäumen der großen Arm- und der inneren Handdecken gebildet wird und einem dezenten, hellen Hinterrand an den Armschwingen. Die Unterflügeldecken sind auf weißlichem Grund fast flächendeckend und relativ fein dunkelbraun gebändert.
Die Steuerfedern ähneln denen der Waldbekassine. Während die mittleren ein Muster aus einer sehr dunkel braunen Basis, einem breiten rostbraunen Band auf dem distalen Viertel, einer dunkelbraune Subterminalbinde und einen gelblich beigen bis weißlichen Endsaum zeigen, sind die äußeren, recht schmalen Steuerfedern auf dunkel graubraunem Grund weiß bespitzt und breit gebändert. 20 mm von der Spitze entfernt sind die äußersten 4–6, die folgenden 6–8 mm breit.
Von der Bekassine unterscheidet sich die Japanbekassine durch die flächendeckend gebänderten Unterflügeldecken, den sehr schmalen, gräulichen Flügelhinterrand und den Zügelstreif, der an der Schnabelbasis schmaler ist als der dort recht breite Überaugenstreif.

## Verbreitung und Wanderungen
Die Brutverbreitung der Japanbekassine  konzentriert sich auf Japan, wo die Art auf Hokkaidō, im nördlichen und mittleren Honshū und möglicherweise Kyushu vorkommt. Ferner wurde sie im Osten der Region Primorje, im Süden Sachalins und auf den südlichen Kurileninseln Kunaschir und Schikotan festgestellt.
Die Japanbekassine ist ein Zugvogel, der im östlichen Teil Australiens und in Tasmanien überwintert. Zugbeobachtungen in dazwischen liegenden Gebieten wie Taiwan, den Philippinen und Neuguinea sind selten. Die ersten Vögel treffen im August in den Winterquartieren ein, verlassen sie ab Februar und Anfang März und treffen ab Anfang April in den Brutgebieten ein. Gelegentliche Winterbeobachtungen liegen aus dem Nordwesten Australiens, aus Neuguinea und aus Neuseeland vor.

## Lebensraum
Beim bevorzugten Lebensraum handelt es sich nicht um Sümpfe, sondern eher um trockenere Heiden und Moorgebiete, die teils inmitten lichter Baumbestände liegen. Die Höhenverbreitung reicht von der Ebene bis in 1200 m oder in zur Brutzeit schneefreien Gebieten auch noch höher.
Zu den wichtigsten Habitaten auf Hokkaidō zählen trockenere Stellen im Niederwald mit dichtem Unterwuchs und Kulturland wie Weiden, Magerwiesen oder junge Waldkulturen. In mehreren Fällen wurde die Art auf Flächen gefunden, die mit dem Bambusgras Sasa nipponica und lichten Beständen der Japanischen Kaiser-Eiche bewachsen waren. An Küstenseen kommt sie in Habitaten mit Bambusbewuchs, Beständen der Mongolischen Eiche (Quercus mongolica) und der Wein-Rose oder der Asiatischen Pestwurz (Petasites japonicus) vor. In niederen Berglagen werden junge, 2–3 m hohe Pflanzungen der Japanische Lärche, in über 900 m Bestände der Ermans Birke besiedelt.

## Fortpflanzung
Die Brutzeit liegt zwischen April und Anfang August. Das Nest liegt dicht verborgen in der Vegetation. Das Gelege besteht meist aus 4 Eiern von etwa 44 × 33 mm Größe.